# Jozef Boon
Jozef Boon (Halle, 5 september 1900 - Gent, 5 april 1957) was een Vlaams toneelschrijver.

## Biografie
Na zijn studies in het Onze-Lieve-Vrouwcollege te Halle trad hij in 1921 in bij de redemptoristen van Sint-Truiden. Op 21 september 1927 werd hij priester gewijd in Beau Plateau. 
Hij studeerde vervolgens Germaanse filologie aan de Katholieke Universiteit Leuven.
Hij werd leraar in het College van het Eucharistisch Hart te Essen. Een baan die hij combineerde met die van secretaris bij de inspectie van het lager onderwijs.
In 1938 ontwierp hij het Heilig Bloedspel van Brugge, dat na zijn dood werd voortgezet door Albert Speekaert. In 1947 richtte hij het Gezelschap van het Heilig Bloedspel op en stichtte het toneeltijdschrift De Graal.
Jozef Boon was de broer van de journalist Jan Boon.

## Zeer beknopte bibliografie
- Tharsicius (1921)
- De tocht naar de liefde
- De bloeiende nacht
- De simpele
- Zielen in branding
- De vuurberg
- Donkere metten
- Spel van Sinte Margareta